# ۱۲۹۶ (میلادی)
۱۲۹۶ (میلادی) هزار ودویست و نود و ششمین سال تقویم میلادی است.

## درگذشتگان
- ۱۹ مه – سلستین پنجم، کشیش ایتالیایی (ز. ۱۲۱۵)